# Basilica di Santa Chiara (Assisi)
Basilica di Santa Chiara er en kirke i Assisi. Kirken med tilhørende kloster er påbegyndt i 1257 to efter kanoniseringen af Clara. Klarisserne havde indtil da boet i San Damiano udenfor Assisi, men modtog nu den lille kirke San Giorgio indenfor bymurene. San Giorgio spillede en rolle i Frans af Assisis liv, idet han dels skulle have gået i den tilknyttede skole, dels blev midlertidigt begravet der, indtil han egen gravkirke var bygget.
Den nye kirke blev bygget ved siden af den gamle kirke, som derfor indgår i klosterkomplekset. Santa Chiara-kirken var færdigbygget omkring 1260, hvor Claras jordiske levninger blev overført hertil.
Kirken er i gotisk stil med en typisk franscikansk facade med røde og hvide vandrette bånd. Kirkens venstre mur er understøttet af vældige buer. I det indre findes der en del fresker og et malet krucifiks over alteret. Disse kunstværker er udført af forskellige anonyme kunstnere, men for en stor del i udførelser der viser inspiration fra Giotto.
I krypten er der adgang til helgengraven og i sidekapellet hænger det originale krucifiks fra San Damiano, som spillede så stor en rolle for Frans' omvendelse.

## Billedgalleri
- Santa Chiara
- Basilica di Santa Chiara
- Interiørdetalje
- Rosetten over døren

- Wikimedia Commons har flere filer relateret til Basilica di Santa Chiara (Assisi)

43°04′08″N 12°37′01″Ø / 43.0689°N 12.6169°Ø